# Fromia milleporella
Fromia milleporella is een zeester uit de familie Goniasteridae.
De wetenschappelijke naam van de soort werd in 1816 gepubliceerd door Jean-Baptiste de Lamarck.